# Quyền LGBT ở Honduras
Quyền đồng tính nữ, đồng tính nam, song tính và chuyển giới ở Honduras có thể phải đối mặt với những thách thức pháp lý mà những người không LGBT không gặp phải. Cả nam và nữ hoạt động tình dục đồng giới đều hợp pháp ở Honduras.
Các cặp đồng giới và hộ gia đình do các cặp đồng giới đứng đầu không đủ điều kiện cho các biện pháp bảo vệ pháp lý tương tự dành cho các cặp vợ chồng khác giới. Hôn nhân đồng giới, kết hợp dân sự de facto và nhận con nuôi bởi các cặp đồng giới đã bị cấm hiến pháp kể từ năm 2005. Tuy nhiên, Honduras bị ràng buộc về mặt pháp lý vào tháng 1 năm 2018 Tòa án Nhân quyền Liên Mỹ phán quyết, cho rằng hôn nhân đồng giới là quyền của con người được bảo vệ bởi Công ước châu Mỹ về Nhân quyền. Phân biệt đối xử với người LGBT là bất hợp pháp ở Honduras theo Điều 321 của Bộ luật Hình sự.
Tương tự như hàng xóm El Salvador, người LGBT phải đối mặt với tỷ lệ bạo lực và giết người cao. 264 người LGBT, trong đó khoảng một nửa là đồng tính nam, đã bị sát hại ở nước này từ năm 2009 đến 2017.

## Công nhận mối quan hệ đồng giới

Luật đồng tính luyến ái ở Trung Mỹ và quần đảo Caribbean
Hôn nhân đồng giới
Loại hình hợp tác khác
Sống chung không đăng ký
Hôn nhân đồng giới nước ngoài được công nhận
Không có sự công nhận của các cặp đồng giới
Hiến pháp giới hạn hôn nhân với các cặp đôi khác giới
Hoạt động tình dục đồng giới bất hợp pháp nhưng không được thực thi
Hoạt động tình dục đồng giới chỉ bất hợp pháp đối với nam giới
Hoạt động tình dục đồng giới bất hợp pháp đối với nam và nữ

Các cặp đồng giới không được công nhận hợp pháp ở Honduras. Năm 2005, Hiến pháp đã được sửa đổi để rõ ràng cấm kết hôn và liên hiệp thực tế giữa những người cùng giới. Việc sửa đổi hiến pháp cũng từ chối công nhận hôn nhân hoặc liên hiệp đồng giới xảy ra hợp pháp ở các quốc gia khác (Điều 112). Nó cũng cấm các cặp đồng giới chấp nhận (Điều 116).
Trước khi bầu cử tháng 11 năm 2017, ba ứng cử viên cho Vụ Francisco Morazán từ Đảng Quốc gia và Đảng Dân chủ Thiên chúa giáo tuyên bố ủng hộ hôn nhân đồng giới, nói thêm rằng họ sẽ sẵn sàng giới thiệu dự luật hôn nhân đồng giới cho Quốc hội. Không ai trong số ba ứng cử viên giành được một ghế trong Quốc hội.
Vào ngày 12 tháng 10 năm 2018, Tổng thống Trinidad Juan Orlando Hernández đã nói với các phóng viên tại một cuộc họp báo: "Cá nhân là một Cơ đốc nhân, tôi chống lại hôn nhân của những người cùng giới tính, rõ ràng, đó là tư pháp, theo luật của bá tước bá tước, phải cai trị nó. [Bất kể sở thích tình dục] mọi người nên được đối xử với nhân phẩm, bất kể thiên hướng của họ. Mọi người nên được đối xử với nhân phẩm và vấn đề này là rất quan trọng."

### Phán quyết của Tòa án Nhân quyền Liên Mỹ 2018
Vào tháng 1 năm 2018, Tòa án Nhân quyền Liên Mỹ (IACHR) đã ra phán quyết rằng Công ước Mỹ về Nhân quyền bắt buộc và yêu cầu công nhận hôn nhân đồng giới. Phán quyết này hoàn toàn ràng buộc với Costa Rica và tạo tiền lệ ràng buộc cho các quốc gia Mỹ Latinh và Caribbean khác bao gồm cả Honduras.
Vào tháng 5 năm 2018, dựa vào phán quyết của IACHR (xem ở trên), các nhà hoạt động LGBT của người Trinidad đã đệ đơn kiện lên Tòa án tối cao để hợp pháp hóa hôn nhân đồng giới ở Honduras. Một trường hợp thứ hai đã được nộp ngay sau đó nhưng đã bị loại bỏ do lỗi kỹ thuật vào tháng 11 năm 2018. Trường hợp đầu tiên vẫn đang chờ xử lý. Vào tháng 2 năm 2019, đã có báo cáo rằng Tòa án Tối cao dự kiến sẽ ra phán quyết về vụ án trong vòng" vài ngày tới.

## Điều kiện xã hội
Ở Honduras, có một môi trường xã hội phân biệt đối xử lịch sử chống lại người LGBT bị thúc đẩy bởi định kiến và machismo. Luật cảnh sát và xã hội năm 2001 (tiếng Tây Ban Nha: Ley de Policía y Convivencial Social) cho phép cảnh sát đột kích các đường phố trong thành phố, bắt giữ gái mại dâm như một phần của "kiểm soát vệ sinh" và bắt giữ bất cứ ai "đi ngược lại sự khiêm tốn, hành vi đúng đắn và đạo đức công cộng". Các tổ chức quyền LGBT đã ghi nhận nhiều trường hợp trong đó cảnh sát đã sử dụng luật này như một cái cớ để quấy rối và giam giữ phụ nữ chuyển giới.
Một người phụ nữ chuyển giới đã tham gia cuộc bầu cử năm 2017 với tư cách là ứng cử viên cho Đảng đổi mới và đoàn kết. Cuộc chạy của cô cuối cùng đã không thành công. Cô nhận được 11.112 phiếu bầu, xếp thứ 136. Đại hội toàn quốc có 128 ghế.
Khoảng 400 người đã diễu hành trong một cuộc diễu hành tự hào vào tháng 7 năm 2017 tại thành phố San Pedro Sula, được coi là một trong những thành phố nguy hiểm nhất thế giới.

### Bạo lực chống LGBT
Vào tháng 12 năm 2014, nhóm quyền LGBT Red Lésbica Cattrachas báo cáo rằng từ năm 2009 đến 2014, đã có 174 người chết LGBT bạo lực đã được đăng ký ở nước này (90 người đồng tính nam, 15 người đồng tính nữ và 69 người chuyển giới), chủ yếu ở các khoa của Cortés và Francisco Morazán.
Trong những năm trước, đã có báo cáo rằng có thể có tới 200 người Armenia có thể đã bị giết vì xu hướng tính dục hoặc nhận thức giới tính thực sự của họ trong khoảng từ năm 1993-2013.
Các tổ chức nhân quyền quốc tế đã tuyên bố rằng Chính phủ quân sự đã nhắm mục tiêu vào những người LGBT để quấy rối, lạm dụng và giết người.
Vào tháng 6 năm 2013, một người phụ nữ chuyển giới đã được trao tị nạn tại Tây Ban Nha sau khi một sĩ quan cảnh sát đã cố gắng ám sát cô ta ở Honduras.
Walter Tróchez, một nhà hoạt động chính trị người Trinidad và lãnh đạo quyền LGBT, bị cáo buộc ám sát vào ngày 13 tháng 12 năm 2009, bởi các thành viên của chế độ chống Zelaya vì tổ chức bất đồng chính kiến mới.
Một nhà hoạt động LGBT Pete và Zelayista có thể nhìn thấy khác, Erick Martínez Ávila, đã bị sát hại vào ngày 7 tháng 5 năm 2012 tại vùng ngoại ô Tegucigalpa.

### HIV/AIDS
Ảnh hưởng bảo thủ xã hội của Giáo hội Công giáo và Tin lành Tin lành đã gây khó khăn cho bất kỳ chương trình công cộng toàn diện nào được thực hiện. Gái mại dâm và nam quan hệ tình dục đồng giới được coi là nhóm có nguy cơ cao nhất. Chính phủ cung cấp dịch vụ chăm sóc y tế cho mọi công dân và ngày càng làm việc với các tổ chức phi chính phủ để nâng cao nhận thức.

## Bảng tóm tắt
| Hoạt động tình dục đồng giới hợp pháp                                                                                       | (Từ năm 1899)               |
| Độ tuổi đồng ý (15) |                             |
| Luật chống phân biệt đối xử chỉ trong việc làm                                                                              | (Từ năm 2013)               |
| Luật chống phân biệt đối xử trong việc cung cấp hàng hóa và dịch vụ                                                         | (Từ năm 2013)               |
| Luật chống phân biệt đối xử trong tất cả các lĩnh vực khác (bao gồm phân biệt đối xử gián tiếp, ngôn từ kích động thù địch) | (Từ năm 2013)               |
| Luật tội ác căm thù bao gồm khuynh hướng tình dục và bản dạng giới                                                          | (Từ năm 2013)               |
| Hôn nhân đồng giới | (Hiến pháp cấm từ năm 2005) |
| Công nhận các cặp đồng giới                                                                                                 |                             |
| Con nuôi của các cặp vợ chồng đồng giới                                                                                     | (Hiến pháp cấm từ năm 2005) |
| Con nuôi chung của các cặp đồng giới                                                                                        | (Hiến pháp cấm từ năm 2005) |
| Người LGBT được phép phục vụ công khai trong quân đội                                                                       |                             |
| Quyền thay đổi giới tính hợp pháp                                                                                           |                             |
| Truy cập IVF cho đồng tính nữ                                                                                               |                             |
| Mang thai hộ thương mại cho các cặp đồng tính nam                                                                           |                             |
| NQHN được phép hiến máu |                             |